# Joaquín Loyo Mayo
Joaquín Loyo Mayo   (Veracruz, 16 d'agost de 1945 - Córdoba, 27 de desembre de 2014) fou un tennista mexicà.
Va participar en els Jocs Olímpics de Ciutat de Mèxic (1968), on el tennis fou esport de demostració i exhibició. En la competició de demostració individual es va quedar a les portes de les medalles arribant a quarts de final, en dobles masculins va guanyar la medalla de bronze amb Pierre Darmon, mentre que en dobles mixts no va tenir èxit amb Patricia Montaño. En les proves d'exhibició va guanyar la medalla d'argent en dobles masculins amb Pierre Darmon, en individual va perdre en el primer partit i en dobles mixts fou eliminat en quarts de final junt a Patricia Montaño.
Va formar part de l'equip mexicà de Copa Davis durant entre els anys 1964 i 1976. Durant la seva carrera va estudiar a la University of Southern California on es va graduar en màrqueting i va guanyar el campionat masculí de la NCAA l'any 1969.
El 1989 va treballar com a entrenador en el club Edgbaston Archery & Lawn Tennis Society de Birmingham (Regne Unit), el club de tennis més antic del món.